# Kaj Hansen (fodboldspiller)
 For alternative betydninger, se Kaj Hansen. (Se også artikler, som begynder med Kaj Hansen)
Kaj Hansen (22. april 1917 – 12. august 1987) er en tidligere dansk landsholdsspiller i fodbold og cheftræner i Vejle Boldklub og Odense Boldklub.

## Fodboldkarrieren
Kaj Hansen spillede 27 A-landskampe for Danmark og scorede 12 mål.
Ved siden af havde "Lille Kaj" en lang karriere som professionel fodboldspiller i udlandet, men egentlig var det meningen, at han skulle have spillet for Skovshoved IF. I 1946 havde Skovshoved IF store ambitioner om at vende tilbage til 1.division. Men drømmen udviklede sig til en skandale – den såkaldte Salamander-affære.
Igennem en stråmand – handskemageren Salamander-Lund – forsøgte Skovshoved IF at overtale de to stærke landsholdspillere fra B93 – forsvaren Arne Sørensen og Kaj Hansen – til at skifte klub, imod at de hver fik 5.000 kr. under bordet. Affæren blev opdaget, og DBU erklærede omgående begge spillere for professionelle, hvorfor de ikke kunne fortsætte deres karriere på klub – og landshold, da professionel fodbold på det tidspunkt var forbudt i Danmark.
Begge spillere søgte derfor fodboldflugt i Frankrig hvor de spillede for klubben Stade Français.
I dansk fodbold opnåede Lille Kaj blandt andet at med B93 vinde Danmarks mesterskabet fem gange 1934, 1935, 1939, 1942 og 1946 samt Landspokalturneringen. I en finale, som B93 vandt med 3-2 over Akademisk Boldklub, scorede "Lille Kaj" målet til 3-1 for B93 og blev dermed matchvinder.
Kaj Hansens lillebror Poul O. Hansen var også fodboldspiller.

## Trænerkarrieren
Efter en tubulent fodboldkarriere blev "Lille Kaj" succesfuld cheftræner først i Vejle Boldklub og sidenhen i Odense Boldklub.
I 1956 var Kaj Hansen manden bag Vejle Boldklubs oprykning til dansk fodbolds fornemste række, der dengang hed 1. division, og sammen med Frits Gotfredsen tildeles han en stor del af æren for at have udviklet og finpudset den teknisk-offensive spillestil, der i en lang årrække gjorde Vejle Boldklub til dansk fodbolds kæledægge og en af de mest vindene danske klubber:
| Citat | Meget passende var det Frits Godtfredsen, der var træner for VB på klubbens hidtil største dag. Det var under "Gottes" engagement, at fremgangslinien i VB startede. Først og fremmest fik han spillerne i en tip-top kondition, ligesom han fik skabt en urokkelig holdmoral. Da VB først var i 2. division begyndte han også at arbejde med andre ting, og den spillestil, der gjorde VB så populær, begyndte at tage form. Lige så rigtigt er det, at det var "Lille Kaj" Hansen, der for alvor pudsede holdet af og gjorde det til et af de smukkest og morsomst spillende hold i Danmark. | Citat |
|       | |       |

Det var som træner i Vejle Boldklub, at Kaj Hansen for alvor satte sit fingeraftryk på dansk klubfodbold.